# وشترهایم (بایرن)
وشترهایم (به آلمانی: Westerheim) یک شهر در آلمان است که در اونترالگوی واقع شده‌است. وشترهایم ۲٬۰۷۶ نفر جمعیت دارد.